# إدنبرة

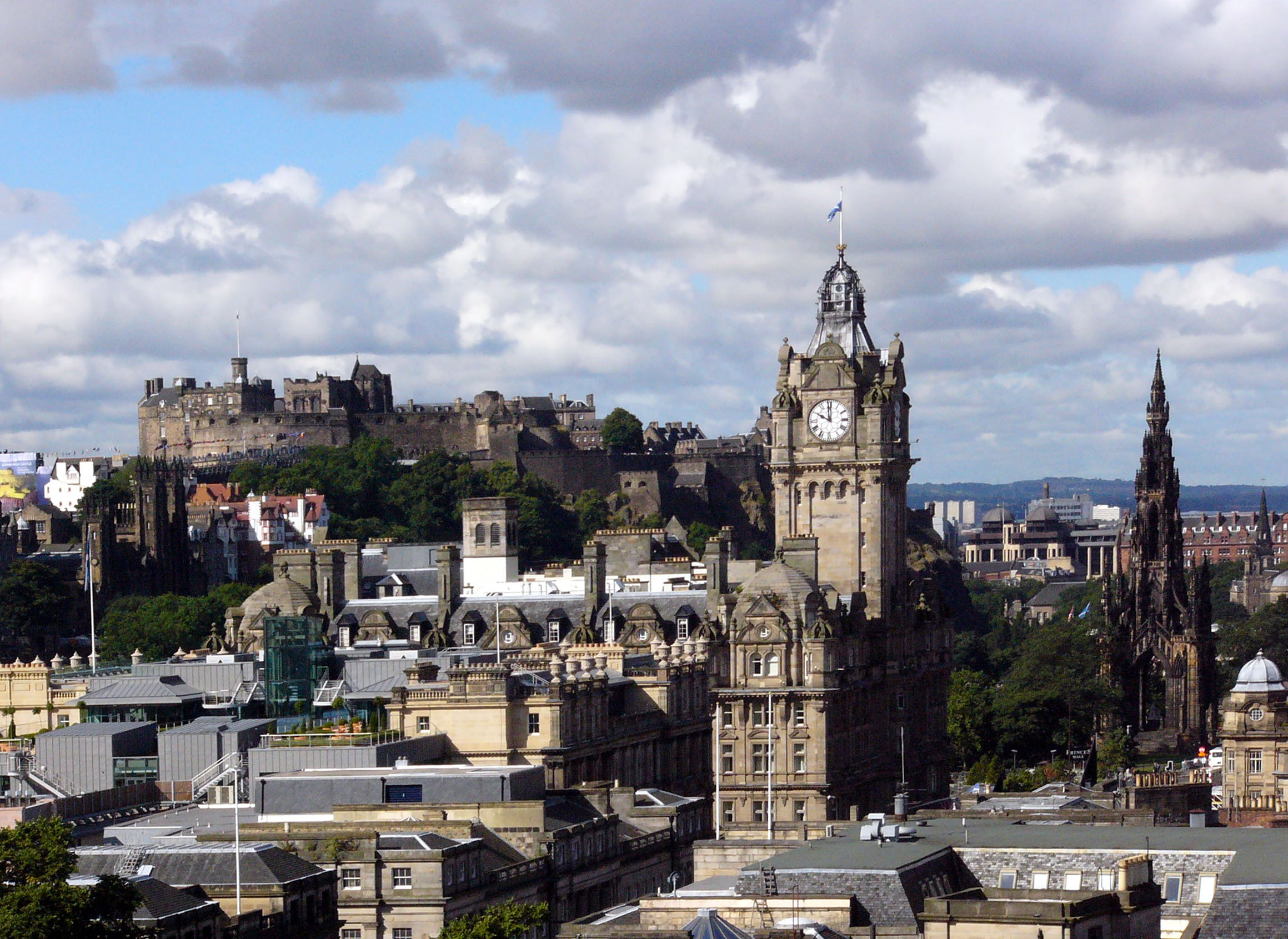
مدينة إدنبرة

مدينة إدنبرة (بالإنجليزية:Edinburgh؛ بالاسكتلندية: Embra/E'nburrie)، هي عاصمة اسكتلندا في المملكة المتحدة. تعتبر ثاني أكبر المدن الاسكتلندية سكانا، والسابعة على مستوى المملكة المتحدة. تشمل مساحة البلدية 78 كم².
تقع في جنوب شرق اسكتلندا، على الشاطئ الشرقي للحزام المركزي بالقرب من بحر الشمال. يقع في المدينة البرلمان الإسكتلندي. تعتبر المدينة من أهم المراكز أثناء عصر التنوير. اشتهرت عبر جامعة إدنبرة باسم : أثينا الشمال. صنفت اليونسكو كل من البلدة القديمة والحديثة في ادنبرة ضمن مواقع التراث العالمي في عام 1995، حيث يوجد أكثر من 4,500 مبنى ضمن المدينة وحدها.
في عام 2008 كان عدد سكان ادنبرة قد وصل إلى 471,650 نسمة. إدنبرة مشهورة بمهرجانها السنوي حيث يتضمن مجموعة متنوعة من المهرجانات المستقلة التي تعقد سنويا خلال اربع اسابيع في أغسطس، حيث يعدّ مهرجان إدنبرة الدولي للكتاب من أشهرها.
يبلغ عدد زوار المدينة خلال المهرجان رقما يصل إلى عدد سكان المدينة نفسها، أما سنويا فيبلغ قرابة مليون زائر، حيث تعتبر الوجهة السياحية الثانية في المملكة المتحدة بعد لندن.

## توأمة
لإدنبرة اتفاقيات توأمة مع كل من:
- ميونخ (1954 - )
- نيس (1958 - )[23]
- فلورنسا (1964 - )[23]
- دنيدن (1974 - )[24]
- فانكوفر (1977 - )[23]
- سان دييغو (1977 - )
- شيان (1985 - )[23]
- كييف (17 يوليو 1989 - )[23]
- آلبورغ (1991 - )[23]
- كيوتو (1994 - )[23]
- كراكوف (1995 - )[23]
- فيلنيوس
- شقوبية
- سانت بطرسبرغ
- كيوتو (29 أغسطس 1997 - )
- Aalborg Municipality [الإنجليزية]‏ منذ (1964 - )

## أعلام
- جون نابير
- آدم سميث
- تشارلس غلوفر باركلا
- توني بلير
- وليام مونتغمري واط
- إدوارد فيكتور أبلتون
- ديفيد هيوم
- آرثر كونان دويل
- ألكسندر غراهام بيل
- شون كونري
- جيمس كليرك ماكسويل

## معرض صور

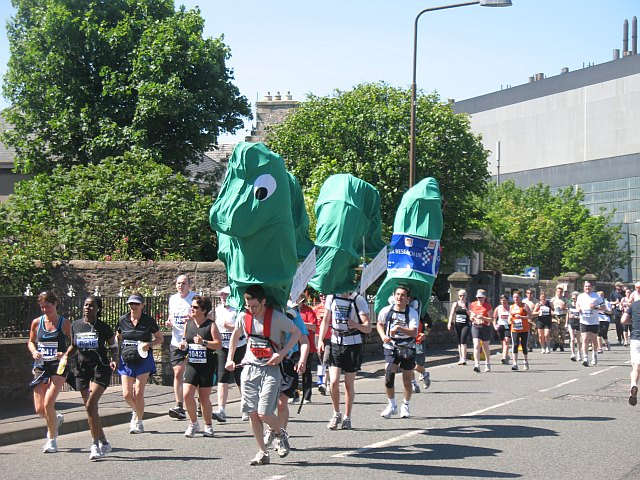
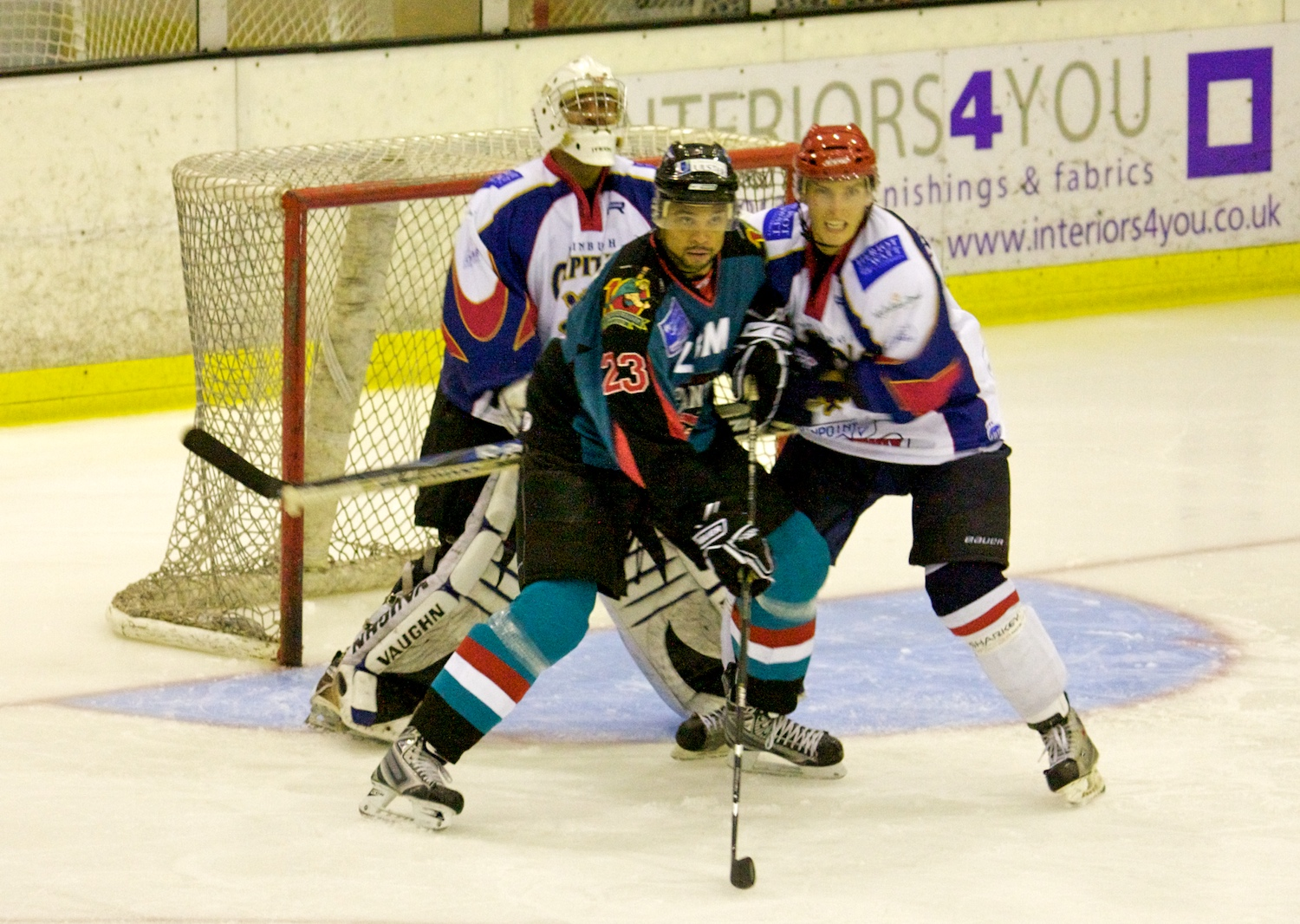
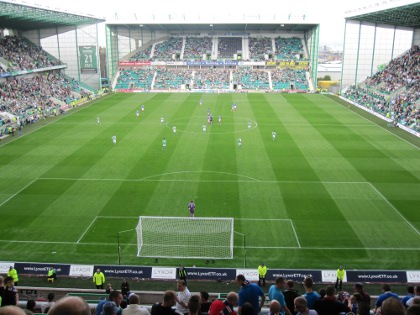
ملعب إيستر رود
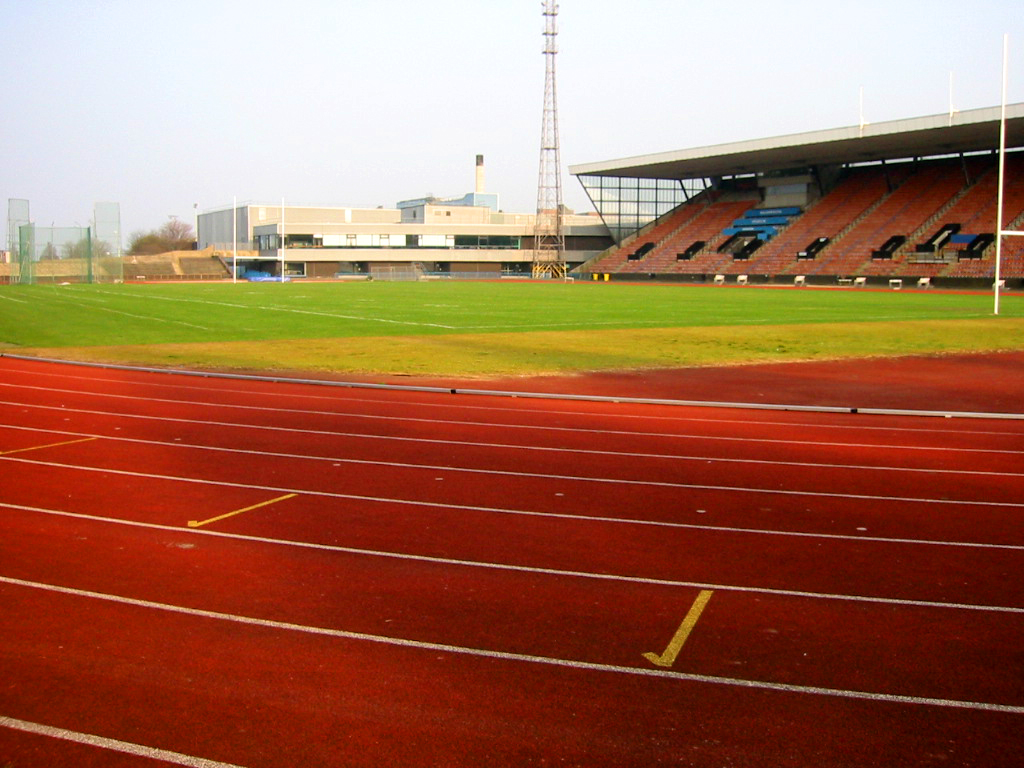
ملعب ميداوبنك
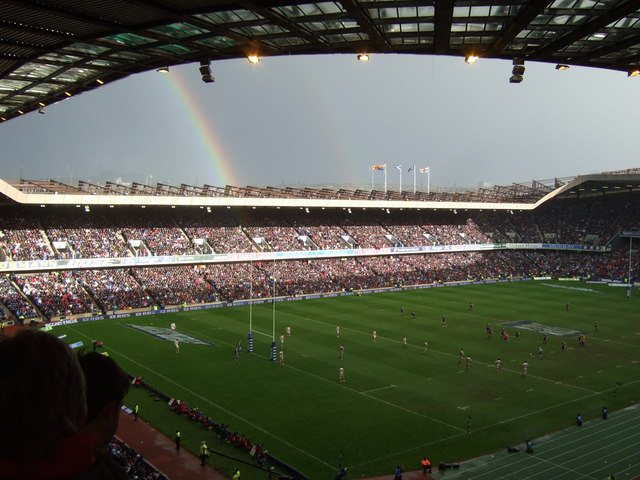
ملعب مورايفيلد
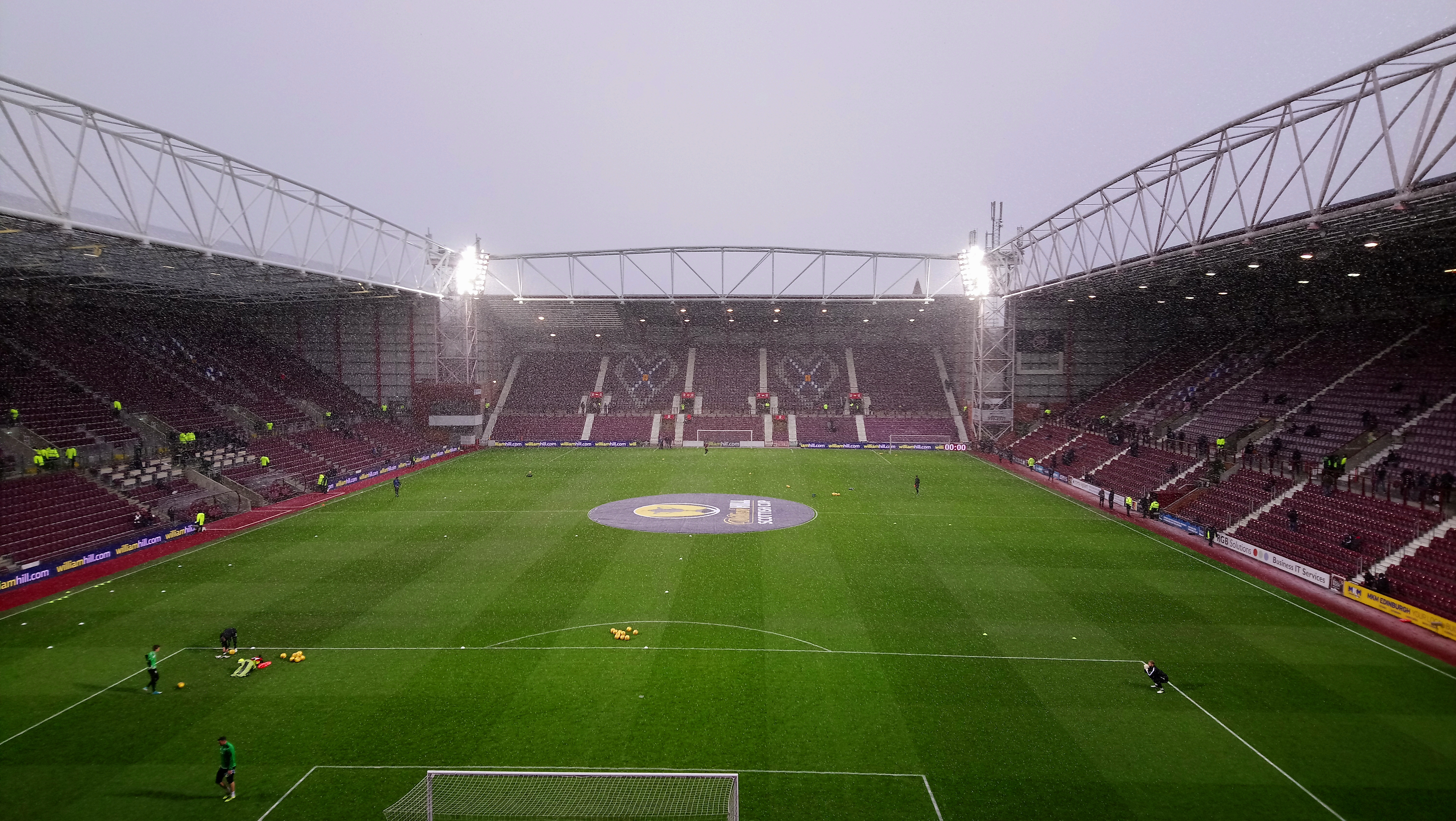
ملعب تاينكاسل بارك

## وصلات خاجية
- الموقع الرسمي